# Antigua e Barbuda ai Giochi della XXIX Olimpiade
Antigua e Barbuda ha partecipato alle Giochi della XXIX Olimpiade di Pechino, svoltisi dall'8 al 24 agosto 2008, con una delegazione di 5 atleti.

## Atletica leggera
| 100 m maschili  | Daniel Bailey     | 10"24 | 2 | 10"23 | 4 |       |   |  |  |  |  |
| 200 m maschili  | Brendan Christian | 20"58 | 2 | 20"26 | 1 | 20"29 | 5 |  |  |  |  |
| 100 m femminili | Sonia Williams    | 12"04 | 6 |       |   |       |   |  |  |  |  |

| Gara                   | Atleta        | Qualificazioni | Qualificazioni | Finale | Finale |
| Gara                   | Atleta        | Misura         | Pos.           | Misura | Pos.   |
| ---------------------- | ------------- | -------------- | -------------- | ------ | ------ |
| Salto in alto maschile | James Grayman | 2,20 m         | 12             |        |        |

## Nuoto
| Gara              | Atleta           | Batterie | Batterie | Semifinali | Semifinali | Finale | Finale |
| Gara              | Atleta           | Tempo    | Pos.     | Tempo      | Pos.       | Tempo  | Pos.   |
| ----------------- | ---------------- | -------- | -------- | ---------- | ---------- | ------ | ------ |
| 50 m stile libero | Kareem Valentine | 31"23    | 92       |            |            |        |        |